# Elizabeth Barton
Elizabeth Barton, detta anche in inglese "The Nun of Kent", "The Holy Maid of London", "The Holy Maid of Kent" e successivamente "The Mad Maid of Kent" (Aldington, 1506 – Tyburn, 20 aprile 1534), è stata una religiosa inglese.
Fu giustiziata a causa delle sue profezie contro il matrimonio di Enrico VIII ed Anna Bolena.

## Biografia
Poco si conosce dell'infanzia e dell'adolescenza di Elizabeth Barton, tranne che nacque ad Aldington, a circa dodici miglia da Canterbury, e che doveva appartenere ad una famiglia di condizioni piuttosto modeste.
Lavorava come domestica nella fattoria di certo Thomas Cobb di Aldington quando, nel 1525, ebbero inizio le sue visioni. Aveva 18 anni quando si ammalò gravemente e dichiarò di aver avuto divine rivelazioni. Queste consistevano in profezie su eventi futuri, come la morte di un bambino che viveva in quella stessa fattoria, o che più spesso prendevano la forma di richiesta al popolo di rimanere fedele alla Chiesa cattolica. Ella sollecitava anche la gente a pregare la Vergine Maria e di compiere pellegrinaggi. Migliaia di persone credettero nelle sue profezie e l'arcivescovo di Canterbury William Warham ed il vescovo John Fisher confermarono l'autenticità della sua devozione.
Quando alcune delle sue predizioni parvero avverarsi, la sua fama si diffuse. Il parroco Richard Masters riferì i fatti all'arcivescovo Warham, che nominò una commissione per accertare che nessuna delle sue predizioni fosse contraria agl'insegnamenti della Chiesa cattolica. Quando la commissione si espresse in suo favore, Warham si adoprò affinché Elisabetta fosse accettata nel priorato benedettino del Santo Sepolcro a Canterbury.
Nel 1528 ella ebbe un incontro privato con il cardinale Thomas Wolsey, la seconda persona più influente in Inghilterra e vicino al re e successivamente incontrò due volte il Re stesso. Questi accettò la Barton, poiché allora le sue predizioni non sfidavano l'ordine costituito. Esse infatti erano contro l'eresia e condannavano la ribellione quando il Re stava tentando di rigettare il luteranesimo e temeva un'insurrezione o addirittura il suo assassinio da parte dei suoi nemici.
Tuttavia, quando re Enrico iniziò il processo per ottenere l'annullamento del suo matrimonio con Caterina d'Aragona e per separare da Roma il controllo della Chiesa d'Inghilterra, si mise contro di lei. La Barton si oppose fortemente alla Riforma religiosa inglese e, verso il 1532, incominciò a predire che se il re si fosse risposato, sarebbe presto deceduto e sosteneva di aver visto il luogo dell'Inferno ov'egli era destinato (in realtà, Enrico VIII visse per altri 15 anni). Nonostante ciò, per quasi un anno la Barton non venne perseguita, presumibilmente poiché era più popolare del re stesso in egual modo fra ricchi e poveri. Poiché ella non aveva commesso alcun atto proditorio, il re fu obbligato a ricorrere ad un attainder, una norma del Parlamento che autorizzasse la sua punizione, senza dover ricorrere ad un processo formale. Gli emissari del Re diffusero la voce che la Barton fosse coinvolta in rapporti carnali con preti e che soffriva di malattie mentali. Come pensava Tommaso Moro, furono attribuite a lei profezie che mai ella aveva rivelato.
Diffamata così la sua reputazione, la Corona la fece arrestare nel 1533, costringendola a confessare che lei stessa aveva costruito ad arte le sue rivelazioni. In ogni caso, tutto ciò che sappiamo delle sue confessioni proviene da Thomas Cromwell, dai suoi agenti e da fonti vicine alla Corona. Il frate John Laurence, dei Frati Minori Osservanti di Greenwich, fornì prove contro di lei ed i suoi confratelli, Hugh Rich e Richard Risby, e chiese di essere nominato ad uno dei posti lasciati vacanti dai due a causa del loro imprigionamento. Elisabetta Barton, con cinque dei suoi sostenitori più importanti, quattro dei quali erano preti, fu condannata per tradimento ed impiccata a Tyburn. La sua salma venne inumata a Londra, nella chiesa dei Francescani conventuali, in Newgate Street, ma il suo capo fu esposto in cima ad una picca sul Ponte di Londra, unica donna nella storia inglese ad aver subito questo disonore.
Anche Thomas Abell, prete cattolico e martire, venne imprigionato (e successivamente giustiziato), con l'accusa, insieme alle altre, di aver diffuso le profezie di Elisabetta Barton.

## Memoria
Chiese quali quella di Sant'Agostino di Canterbury continuano a venerare Suor Barton.
Il suo caso è trattato ampiamente nel romanzo storico Wolf Hall di Hilary Mantel.